# Blanka Šperková
Blanka Šperková (* 11. dubna 1948 Banská Bystrica) je česká šperkařka, sochařka, ilustrátorka, autorka animovaných filmů a divadelní scénografka.

## Život
Blanka Šperková absolvovala v letech 1963–1967 Střední uměleckoprůmyslovou školu v Bratislavě a pak v letech 1968–1969 studovala na katedře loutkového výtvarnictví DAMU v Praze. Ve studiu pokračovala v letech 1969–1974 v ateliéru televizní a filmové grafiky na Vysoké škole uměleckoprůmyslové v Praze u prof. Adolfa Hoffmeistera, Miloslava Jágra a Milana Hegara.
Zúčastnila se sympozií Northen Fibre II (Boras, Švédsko 1997), Ting ´98 (Boras). Vystavuje samostatně od roku 1979.
Od roku 1974 žije v Brně a pracuje jako umělec na volné noze. S bývalým manželem, výtvarníkem Pavlem Dvorským má dva syny – Michala (* 1976) a Jakuba (* 1978).

## Dílo

### Šperky
Šperky a sochařské objekty připomínající jemnou krajku vytváří Blanka Šperková od roku 1970 ze splétaného drátu. Sama odkazuje k tradici slovenských dráteníků, ale tvoří odlišnou originální technikou ručního pletení, ke které neužívá jehlice ani jiné pomůcky. Jako šperkařka je autodidakt, ale pochází z regionu, kde se udržuje silná tradice domácího háčkování krajek.
Zpočátku tvořila válcovité tvary, do kterých někdy vkládala barevné korálky. Typickým rysem děl Blanky Šperkové je hravost a vtip a mimořádná citlivost k vlastnostem materiálu. Její figurativní objekty tvoří motivy rukou, hlavy nebo nejrůznějších zvířat. Později přešla k abstraktním kompozicím, založeným na organických tvarech. Využívá specifických vlastností drátěného přediva jako vzdušnost, transparentnost a možnost vkládat tvary do prostoru vytvořeného pleteným obalem.
Šperky tvoří ze stříbrného, mosazného nebo barevného měděného drátu. Pro objekty užívá dráty z nerezové oceli o různém průměru, daném rozměry a nároky na stabilitu tvaru.

### Filmová a divadelní tvorba
Své drátěné objekty využila Blanka Šperková i při tvorbě animovaných filmů. K vyvolání expresivního účinku vržených stínů užívá bodová světla, někdy programovaná počítačem. Je autorkou a režisérkou kolem 40 animovaných filmů, za které získala několik filmových ocenění na filmových festivalech doma i v zahraničí. Působí také jako scénografka loutkového divadla, Městských divadel pražských nebo Naivního divadla v Liberci.

#### Filmografie (výběr)
- Obor a kamenár, Slovenská filmová tvorba Bratislava 1978

### Ilustrace a grafika
Blanka Šperková své drátěné objekty někdy lisuje a užívá jako matrici k tisku grafiky – buď černobílé, nebo jako reliéfní slepotisk. Ilustruje zejména dětskou literaturu.